# مؤسسة ولي العهد (الأردن)
مؤسسة ولي العهد هي منظمة غير حكومية تأسست في الأردن عام 2015 تعبيراً عن التزام الأمير الحسين بن عبد الله الثاني ولي العهد ببناء مستقبل مشرق لشباب الأردنّ؛ يستندُ إلى توجيههم للمشاركة في خدمة مجتمعاتهم، وتولّي مسؤولية القيادة، واستثمار كافة الفرص الاجتماعية والاقتصادية المتاحة.
تهدف المؤسسة إلى دعم وتطوير قدرات الشباب والشابات في الأردن، برؤية عمل: "شباب قادر لأردن طموح". وتجسّد أعمال المؤسسة إيمان الأمير حسين بأنّ الشباب الأردنيّ قادر على تحقيق الإنجازات إذا أتيحت له الامكانيات لذلك. 
يتم العمل في مؤسسة ولي العهد ضمن استراتيجيّة  من ثلاثة محاور هي: الجاهزيّة للعمل والريادة والقيادة والمواطنة، والتي تحرص على تنفيذها في كافّة محافظات المملكة. كما تعمل المؤسسة ضمن مجموعة من القيم هي الشمولية، والابتكار، والأخلاقيات، والإيجابية.

## أهدافها الاستراتيجية
- تقوية وتمكين البيئة الشبابيّة الداعمة وقيادة الفكر والتفكير الداعم للشباب والشابات
- الوصول والتأثير في الشباب من كافة محافظات المملكة وإطلاق مبادرات شاملة لهم.
- تعزيز قدرات الشباب والاستثمار في المهارات التي يحتاجونها في المستقبل، في القطاعات التنافسيّة والمهارات الأساسية.
- تمكين الشباب بالفرص الاجتماعية الاقتصادية والمهارات المعيشيّة، في المجالات ذات الميزة التنافسيّة العالية، لايجاد نماذج ومنصات جديدة للتوظيف وريادة الأعمال.
- دمج الشباب في عدد من القطاعات المهمة مثل ريادة الأعمال، والأعمال التقنيّة، والحياة السياسيّة.
- إطلاق نشاطات هادفة تعزز من مشاركة الشباب في الحياة المدنيّة، وترفد رأس المال الاجتماعي في المجتمعات.
- تعزيز القيم الإيجابيّة لدى المؤسسات والأفراد وتعزيز روح العمل المشترك بين البيئة الداعمة من جهة وبين المجموعات الشبابيّة. ودمجهم في جميع القطاعات السياسيّة والوطنيّة.[2]

## المبادرات

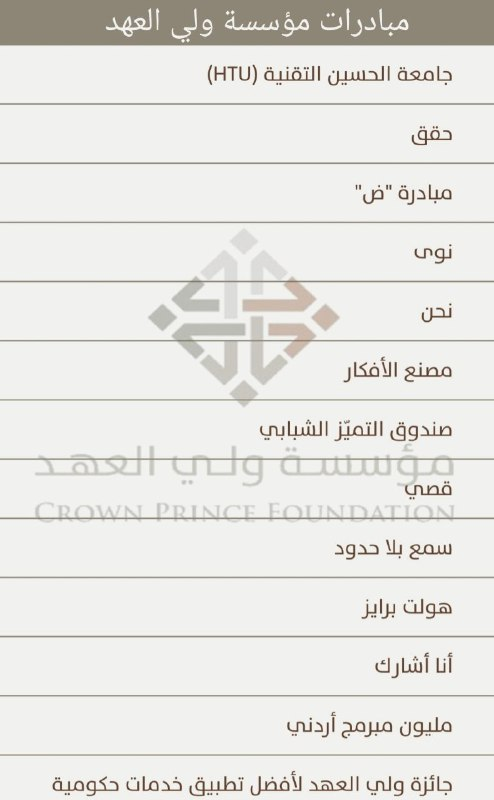
مبادرات مؤسسة ولي العهد حتى عام 2020

تشرف المؤسسة اليوم على تنفيذ 12 مبادرة وبرنامج تحت مظلتها تغطي مختلف القطاعات لتعزيز قدرات الشباب الأردني. وتعمل من خلال منهجية شاملة اساسها الشباب، وتحرص على العمل بشفافية وتتخذ قراراتها بناء على عملية استشارية تشاركية معهم والشركاء. تعمل المؤسسة ايضا على تصميم مبادراتها من خلال معرفة احتياجات الشباب لملئ الفجوات التي تعيق تطلعاتهم، وتحرص على إطلاق مبادرات وبرامج تدمج بين الحاجات المحلية والتوجهات العالمية، وتتيح للشباب المجال للمشاركة بالقضايا العالمية والإنسانية مثل المناخ والبيئة، والطاقة، والمياه، والأمن الغذائي وغيرها. تبدأ المؤسسة باحتضان المبادرات وتنفيذها وتطويرها وتوسعة المستفيدين منها ومن ثم تقوم بمأسستها من خلال المؤسسات الوطنيّة، لضمان استمراريّة عملها وتحقيق أفضل النتائج. ومن ابرز المبادرات:
- جامعة الحسين التقنية (HTU)
- حقق
- مبادرة "ض"
- نوى
- منصة نحن
- برنامج خطى الحسين
- مصنع الأفكار
- صندوق التميّز الشبابي
- قصي
- سمع بلا حدود
- أنا أشارك
- مليون مبرمج أردني
- جائزة ولي العهد لأفضل تطبيق خدمات حكومية

## الإدارة

### مجلس الأمناء
يتشكل المجلس من:
- غسان إيليا قسطندي نقل- رئيسا.
- سعد نبيل المعشّر
- وليد عبدالقادر الطراونة
- منى غياث منير سختيان
- عمر ميشيل حمارنه
- ثائر أحمد النجداوي
- فاديه فتحي سماره
- أحمد رافع الهنداوي
- زيد "محمد كمال" الفرخ.[6]

## المدير العام
- عمر المصاروة 2015 - 2017 [7]
- نور أبو الراغب (بالوكالة): 2017-2018
- تمام منكو: 2018 - الان[8]

## انظر ايضا
- مؤسسة نهر الأردن
- الصندوق الأردني الهاشمي للتنمية البشرية (جهد)
- مركز حمدي منكو للبحوث العلمية

## روابط خارجية
- CPFJO على تويتر.
- مؤسسة ولي العهد  على فيسبوك.